# Amerikai sziklafecske
A amerikai sziklafecske (Petrochelidon pyrrhonota) a madarak osztályának (Aves) a verébalakúak (Passeriformes) rendjébe és a fecskefélék (Hirundinidae) családjába tartozó faj.

## Elterjedése
Fészkelőhelye Észak-Amerikában található, míg telente Venezuelától délre, Argentínától északabbra vonul. E fecskefaj igen ritkán bukkan fel Nyugat-Európában.

## Alfajai
- P. p. pyrrhonota (Vieillot, 1817) – költési területe nyugat- és közép-Alaszkától valamint Kanadától északnyugat-Mexikóig és kelet-Amerikai Egyesült Államokig;
- P. p. tachina (Oberholser, 1903) – költési területe dél-Amerikai Egyesült Államok és északnyugat-Mexikó;
- P. p. melanogaster (Swainson, 1827) – költési területe délkelet-Arizona és délnyugat-Új-Mexikó;
- P. p. ganieri (A. R. Phillips, 1986) – dél-Amerikai Egyesült Államok, az Appalache-hegységtől nyugatra.

Mindegyik alfaj Dél-Amerikában telel.

## Megjelenése

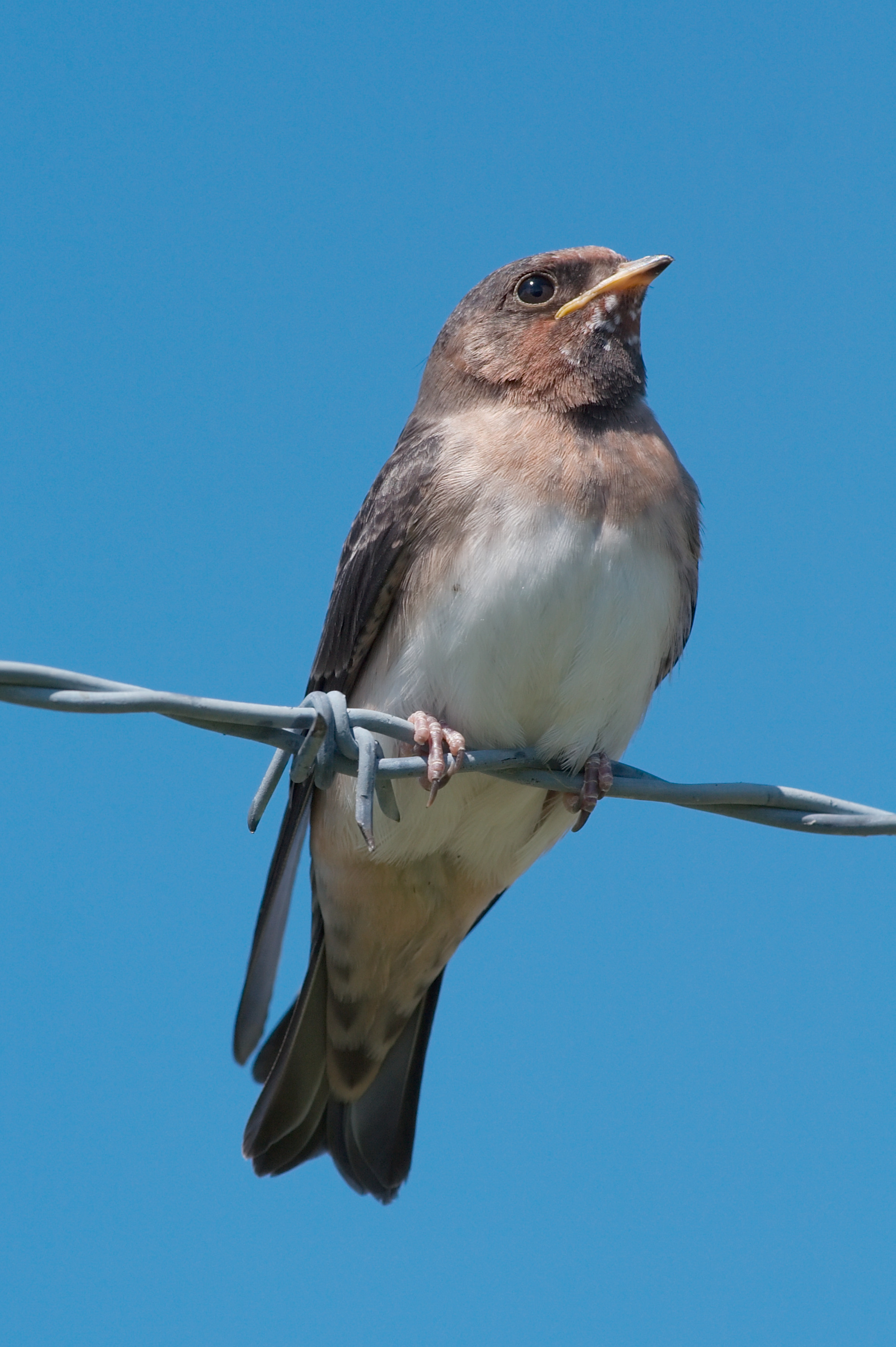
Fiatal amerikai sziklafecske

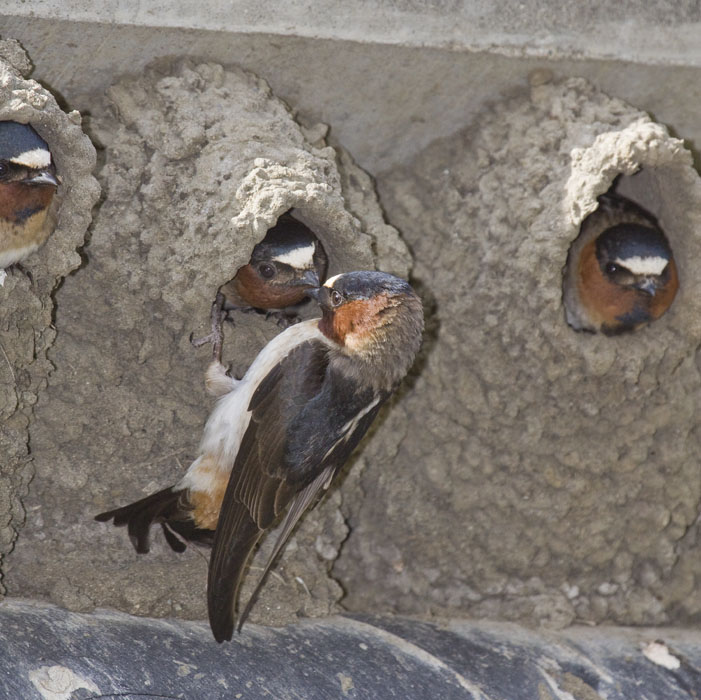
E madárfaj hidak alatt is szívesen fészkel

E madárfaj egyedeinek testhossza átlagosan 13 centiméter. A kifejlett példányok színjátszós kék háttal és koronával, valamint barna szárnyakkal és farokkal és barnássárga farral rendelkeznek. A tarkórészük és a homlokuk fehér színű. A madár alsóbb részei fehérek, a pofáját kivéve. A madarak farka négyszögletes formában végződik.
A fiatal egyedek többnyire barnák felül és fehéres színűek alulról, kivéve barnássárga farukat és sötét pofájukat. Az egyetlen madárfaj, amelyikkel összetéveszthető az amerikai sziklafecske, az a barlangi fecske (Petrochelidon fulva), amely színesebb és farrésze, valamint homlokrésze fahéjas árnyalatú.
Akárcsak a többi fecskefaj e fecskék egyedei is a levegőben elkapott rovarokkal táplálkoznak.

## Szaporodása

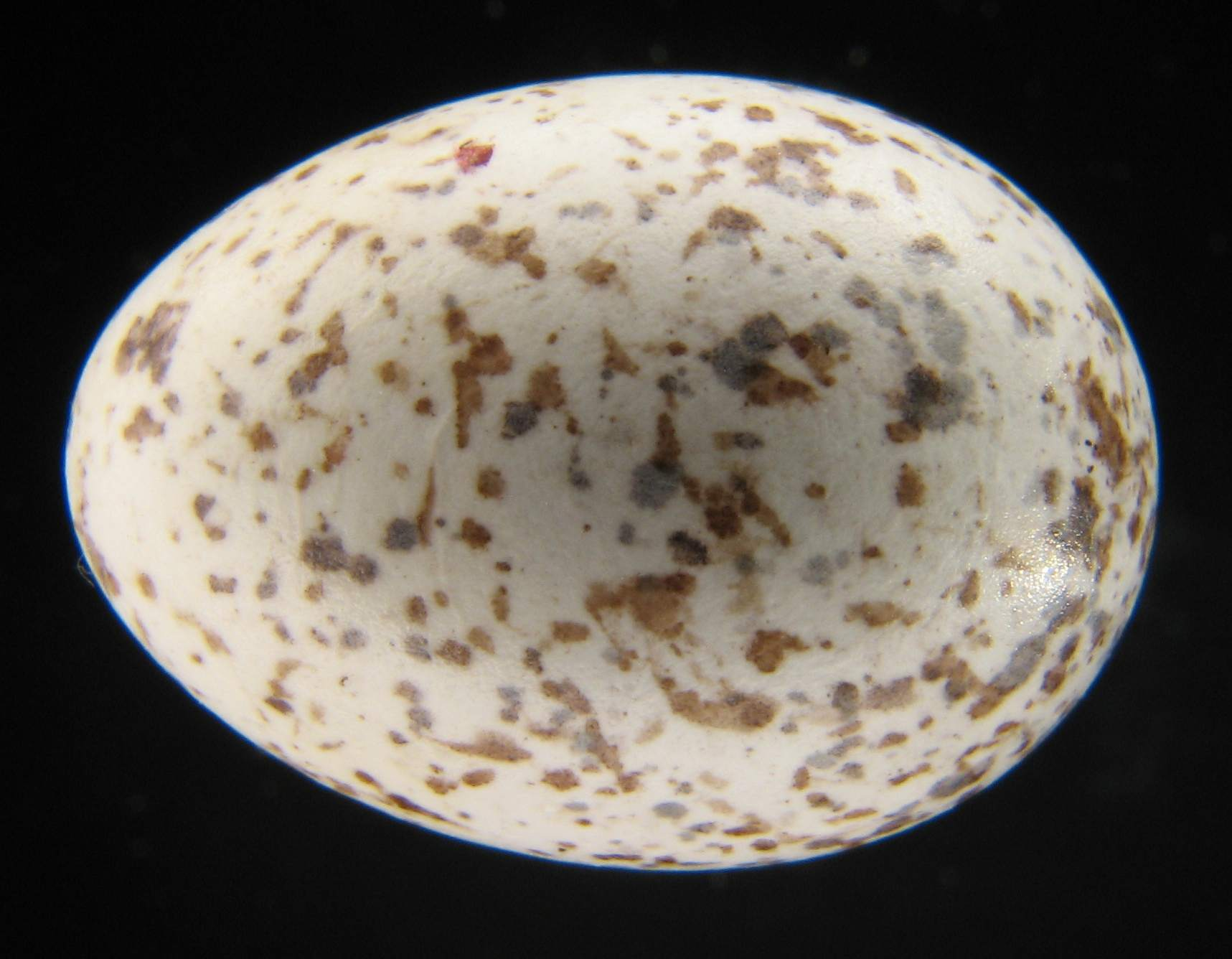
Az amerikai sziklafecske tojásai

Az amerikai sziklafecske nagy kolóniákban fészkel. Sárral tapasztott fészke kúpos alakú, melybe 3-6 tojást rak. Természetes költőhelyei sziklákon találhatóak, bár újabban elsősorban ember által készített mesterséges fészkelőhelyeken költ.

## Fordítás
Ez a szócikk részben vagy egészben  az   American Cliff Swallow című angol Wikipédia-szócikk ezen változatának fordításán alapul.  Az eredeti cikk szerkesztőit annak laptörténete sorolja fel. Ez a jelzés csupán a megfogalmazás eredetét és a szerzői jogokat jelzi, nem szolgál a cikkben szereplő információk forrásmegjelöléseként.